# Halimedinae
De Halimedinae zijn een onderfamilie van krabben (Brachyura) uit de familie Galenidae.

## Geslachten
De Halimedinae omvatten slechts één geslacht: 
- Halimede De Haan, 1835